# Arts & Crafts Productions
Pour les articles homonymes, voir Arts and Crafts.
Arts and Crafts Productions, stylisé Arts & Crafts Productions, parfois abrégé A&C, est un label discographique canadien, basé à Toronto, en Ontario.

## Histoire
En 2005, The Most Serene Republic est le premier groupe non lié à Broken Social Scene à signer chez Arts and Crafts et marque officiellement marqué un changement d'envergure plus large que les projets liés à Broken Social Scene. A&C commence son incursion dans le secteur de la musique numérique en lançant GalleryAC.com, une boutique en ligne qui proposait des téléchargements et des articles liés à Arts and Crafts, en 2005. A&C est l'un des premiers labels à lancer une boutique de téléchargement. En 2004, Remedios étend ses activités à Montréal en s'installant dans les bureaux de DKD, qui s'est ensuite associé pour former Arts and Crafts International, publiant l'album Set Yourself on Fire du groupe montréalais Stars.
Arts and Crafts est l'un des premiers labels à proposer une stratégie pour lutter contre les fuites de musique en amont en mettant en vente l'album de suivi de Stars, In Our Bedroom After the War, avant même que des copies promotionnelles ne soient fabriquées et distribuées, en publiant une large version sous forme de téléchargement numérique trois jours seulement après la finalisation de l'album.
En 2009, Rolling Stone cite Remedios comme un initié clé qui remodèle l'avenir de l'industrie musicale. Le 14 janvier 2013, Arts and Crafts annonce l'organisation du Field Trip Arts and Crafts Music Festival pour commémorer son dixième anniversaire. En plus de la célébration du festival, Arts and Crafts sort une compilation de raretés intitulée Arts and Crafts : 2003-2013. La compilation sort sous la forme d'un album double ou de quatre LP et comprend des raretés sélectionnées dans le catalogue d'Arts and Crafts. Une deuxième compilation, Arts and Crafts : X, sort en mai et comprend des collaborations nouvellement enregistrées entre les artistes d'A&C.
Le 5 avril 2017, Caroline Distribution devient le distributeur américain du label Arts and Crafts aux États-Unis. Le label était auparavant distribué par RED Distribution aux États-Unis. EMI Music Canada distribuait auparavant le label au Canada, lorsqu'en 2013, EMI Music Canada est fusionné avec Universal Music Canada.

## Artistes et groupes
- Andy Kim
- Bell Orchestre
- Jean-Michel Blais
- Bloc Party
- Broken Social Scene
- The Cribs
- The Dears
- The Drums
- Feist
- Fleet Foxes
- Gord Downie, The Sadies, And The Conquering Sun
- Chilly Gonzales
- The Hidden Cameras
- Japandroids
- Los Campesinos!
- Mía Maestro
- Moby
- The Most Serene Republic
- Neon Indian
- Ra Ra Riot
- Röyksopp
- Jay Reatard
- Tei Shi
- The Stills
- Timber Timbre
- Torres
- Walrus
- M. Ward
- Yo La Tengo

## Distinctions notables

### Prix Juno
| Année | Groupes et titres                            | Catégorie                   | Résultat   |
| ----- | -------------------------------------------- | --------------------------- | ---------- |
| 2003  | Broken Social Scene, You Forgot It in People | Album alternatif de l'année | Lauréat    |
| 2004  | Broken Social Scene, Stars and Sons          | Clip de l'année             | Nomination |
| 2004  | Stars, Heart                                 | Album alternatif de l'année | Nomination |
| 2005  | Feist, One Evening                           | Clip de l'année             | Nomination |
| 2005  | Feist, Let It Die                            | Album alternatif de l'année | Lauréat    |